# Thomas Wolff
Pour les articles homonymes, voir Wolff.
Thomas Hartwig Wolff (14 juillet 1954, New York – 31 juillet 2000, Comté de Kern) est un mathématicien américain, travaillant principalement dans les domaines de l'analyse harmonique, l'analyse complexe, et les équations aux dérivées partielles. 

## Formation et carrière
Comme étudiant de premier cycle à l'Université Harvard, il a régulièrement joué au poker avec son camarade de classe Bill Gates. Alors étudiant de troisième cycle à l'Université de Californie à Berkeley, de 1976 à 1979, sous la direction de Donald Sarason, il a obtenu son doctorat avec une thèse intitulée Some Théorème on Vanishing Mean Oscillation. Il y a obtenu une nouvelle preuve du  théorème de la couronne (en), un célèbre et difficile théorème en analyse complexe. Il a été professeur de mathématiques à Caltech en 1986, et de 1988 à 1992 puis de 1995 à sa mort dans un accident de voiture en 2000. Il a également occupé des postes à l'Université de Washington en tant que chercheur postdoctoral à partir de 1980 en tant que boursier de la National Science Foundation, l'Université de Chicago,  de 1986 à 1988 au Courant Institute of Mathematical Sciences de l'Université de New York et l'Université de Californie à Berkeley de 1992 à 1995. En outre, il a notamment été professeur invité à l'IHES en 1990.

## Travaux
Wolff s'est penché principalement sur l'analyse harmonique, mais aussi sur des équations aux dérivées partielles, la théorie du potentiel, l'analyse complexe, la théorie géométrique de la mesure. Déjà, avec sa thèse de doctorat il a attiré l'attention en 1979 par sa nouvelle preuve plus simple du théorème de la couronne de Lennart Carleson (qu'il a prouvé 1962) en analyse complexe.
Avec Barry Simon , il a travaillé en 1986 sur la localisation dans les systèmes quantiques avec des potentiels distribués aléatoirement.
Ses travaux sur le problème de Kakeya utilisent des méthodes combinatoires combinées à des mesures harmoniques. Ce faisant, il prouve avec Peter Jones le conjecture plus ancienne que les mesures harmonique n'existent qu'en dimension 1.

## Vie privée
Wolff était marié avec la mathématicienne Carol Shubin, professeure à l'université California State University, Northridge et ils ont eu deux fils.

## Prix et distinctions
Il a reçu le Prix Salem en 1985, et le Prix Bôcher en 1999, pour sa contribution à l'analyse et en particulier de la conjecture de Kakeya.
En 1986, il est conférencier invité au Congrès international des mathématiciens à Berkeley avec une conférence intitulée Generalizations of Fatou’s theorem puis à celui de 1998 à Berlin avec Maximum averages and packing of one dimensional sets.

## Publications
- Lectures on harmonic analysis, AMS 2003 (éd. Carol Shubin, Izabella Laba)